# 주시 스몰렛
저시 스몰렛(Jussie Smollett, 1983년 6월 21일 ~ )은 미국의 배우, 싱어송라이터이다.

## 출연 작품
- 에이리언: 커버넌트